# Johansson & Son Båtbyggeri
Johansson & Son Båtbyggeri AB är en svensk tillverkare av fritidsbåtar i trä, som grundades 1950 i Holmsund av Harald Johansson och sonen Rolf.
Harald och Rolf Johansson började bygga båtar i liten skala i slutet av 1940-talet. År 1950 bildade de Johansson & Son Båtbyggeri AB. Varvet bygger träbåtar och har under årens lopp tillverkat omkring 300 båtar. Rolf Johansson har bland annat ritat båttyperna Kvarken, Gadden, Spinnaren och Nordvalen. Numera byggs framför allt modellerna Stora respektive Lilla Norrgadden.
Varvet drivs i dag av Rolf Johanssons söner Christer och Bengt Johansson.

## M/Y Svalan
Huvudartikel: M/Y Svalan
Den ursprungliga M/Y Svalan byggdes av AB Lidingövarvet 1928 efter ritningar av Ruben Östlund för Ivar Kreuger. Den såldes efter Kreuger på en konkursauktion och förstördes i en olyckshändelse vid hantering för en senare ägare. Vissa delar återfanns senare och en replika byggdes 2010 av Johansson & Son Båtbyggeri efter Östlunds ritningar. Den nya Svalan brann upp vid vinterförvaring året därefter. Ytterligare en replika byggdes av Johansson & Son Båtbyggeri 2011.

## Racerbåten S-1 Sverige
Huvudartikel: S-1 Sverige
Racerbåten S-1 Sverige var en konstruktion av Ruben Östlund för en racerbåt 1929 för att sätta hastighetsrekord och utmana världens då snabbaste båt, Garfield Woods Miss America VIII. Projektet fullföljdes inte då, men återupplivades på 2010-talet av företagaren Karl Perlhagen (född 1970) med flera. Johansson & Son Båtbyggeri byggde båten 2011–2012 enligt Östlunds originalritningar. Den havererade och sjönk 2013, bärgades och återställdes av P. Den sjönk återigen utanför Sandhamn 2015, bärgades och återställdes.